# Domenico Campagnola
Domenico Campagnola, död 1564, var en italiensk målare och grafiker.
Campagnola biträdde Tizian vid dennes arbeta i Padua 1511. Hans egna målningar har inte ansetts särskilt betydelsefulla, och endast 15 kopparstick, signerade 1517–1518, är kända av hans hand. Efter detta framträdde Campagnola främst som tecknare, en av de första som idkade pennteckning som självständig konstart.